# Бен Арфа, Хатем
Хате́м Бен Арфа́ (фр. Hatem Ben Arfa; 7 марта 1987, Кламар, О-де-Сен, Франция) — французский футболист, вингер. В прошлом игрок национальной сборной Франции. 5-кратный чемпион Франции, 3-кратный обладатель Суперкубка Франции, обладатель Кубка Франции и Кубка французской лиги. В 2008 году был признан лучшим молодым футболистом Франции.
Бен Арфа начал карьеру в различных клубах Иль-де-Франс, также тренировался в клубе «Булонь-Бийанкур». В 1999 году поступил в спортивную академию «Клерфонтен». После её окончания провёл четыре года в «Лионе», где четырежды становился чемпионом Франции. Летом 2008 года перешёл в «Марсель», с этой командой он стал чемпионом в сезоне 2009/10 и выиграл Кубок лиги 2010 года. В сезоне 2010/11 Бен Арфа был отдан на правах аренды английскому клубу «Ньюкасл Юнайтед», в январе 2011 года стал полноценным игроком команды. Являлся одним из лидеров «сорок» в сезоне 2011/12, помог им занять пятое место в чемпионате Англии. Однако затем у француза начались проблемы с дисциплиной, по решению тренерского штаба он был переведён в дубль, а потом и вовсе отстранён от футбола. Летом 2015 года на правах свободного агента присоединился к «Ницце», смог вновь выйти на пик своей формы, забил 18 голов в 38 матчах и получил приглашение в «Пари Сен-Жермен».
С 2007 года Хатем вызывался в ряды сборной Франции, попадал в расширенные заявки на ЧМ-2010, ЧЕ-2012 и ЧЕ-2016, однако затем игнорировался тренерами. В составе юношеской сборной Франции в 2004 году выиграл чемпионат Европы среди юношей не старше 17 лет.

## Ранние годы
Бен Арфа родился в Кламаре, юго-западном пригороде Парижа. Его отец Камель Бен Арфа — тунисский футболист, выступавший за сборную этой страны, а мать — француженка. Когда Хатему было пять лет, отец заметил, что он проявляет интерес к футболу. Под руководством спортивного журналиста и агента Майкла Озини Бен Арфа начал свою карьеру футболиста.
Бен Арфа стал тренироваться в «Шатне-Малабри», в местном клубе неподалёку от его родного города. Через два года он перешёл в «Монруж 92», где провёл два года, а затем один сезон в «Булони-Бийанкур». Через год Хатем начал обучение в академии «Клерфонтен». Находясь там, Бен Арфа снялся в документальном фильме «À la Clairefontaine» («В Клерфонтене»), который рассказывает о жизни молодых французских футболистов во время их обучения в академии.

## Клубная карьера
Бен Арфа — воспитанник футбольной академии лионского «Олимпика». За первую команду Хатем дебютировал в сезоне 2004/05 в матче против «Ниццы». 10 ноября Бен Арфа забил свой первый гол в профессиональной карьере в матче Кубка Франции против «Лилля». В Лиге чемпионов Хатем дебютировал в матче против «Манчестер Юнайтед», заменив Сиднея Гову. Всего в том сезоне сыграл девять матчей в Лиге 1 и получил золотые медали. В следующем сезоне являлся дублёром Флорана Малуда, сыграв ещё в 12 встречах. Хатем впервые вышел в стартовом составе в матче Лиги чемпионов против норвежского «Русенборга», во время игры он ассистировал бразильцу Фреду, когда тот забил победный мяч. Игроком заинтересовались «Барселона», «Реал» и «Валенсия», однако «ткачи» смогли удержать Хатема, предложив ему контракт до 2010 года и пообещав регулярную игровую практику. После перехода Малуда в «Челси» летом 2007 года, Хатем стал игроком основного состава лионцев. 28 октября в матче против «Пари Сен-Жермен» в чемпионате и 7 ноября против «Штутгарта» в Лиге чемпионов Бен Арфа забил по два мяча. В конце сезона он был назван лучшим молодым игроком года. Летом 2008 года французские СМИ сообщили о ссоре между Бен Арфа и Каримом Бензема. Однако стороны смогли быстро уладить конфликт и договорились о продлении контракта до 2012 года. Но затем нападающий поссорился с Себастьеном Скилаччи на тренировке и был выставлен на продажу.

### «Олимпик» (Марсель)
За лучшим молодым игроком Франции выстроилась настоящая очередь из грандов: «Манчестер Юнайтед», «Арсенал», «Эвертон» и «Реал Мадрид» хотели подписать с ним контракт. Однако Хатем принял предложение «Марселя» — принципиальнейшего соперника «Лиона». И хотя изначально стороны опровергали любые договоренности, 1 июля 2008 года Бен Арфа официально стал игроком «провансальцев». Сумма трансфера составила 12 миллионов евро, а контракт был подписан на четыре года. В тот же день он был представлен СМИ и в тот же день он провёл первую тренировку за «Марсель».

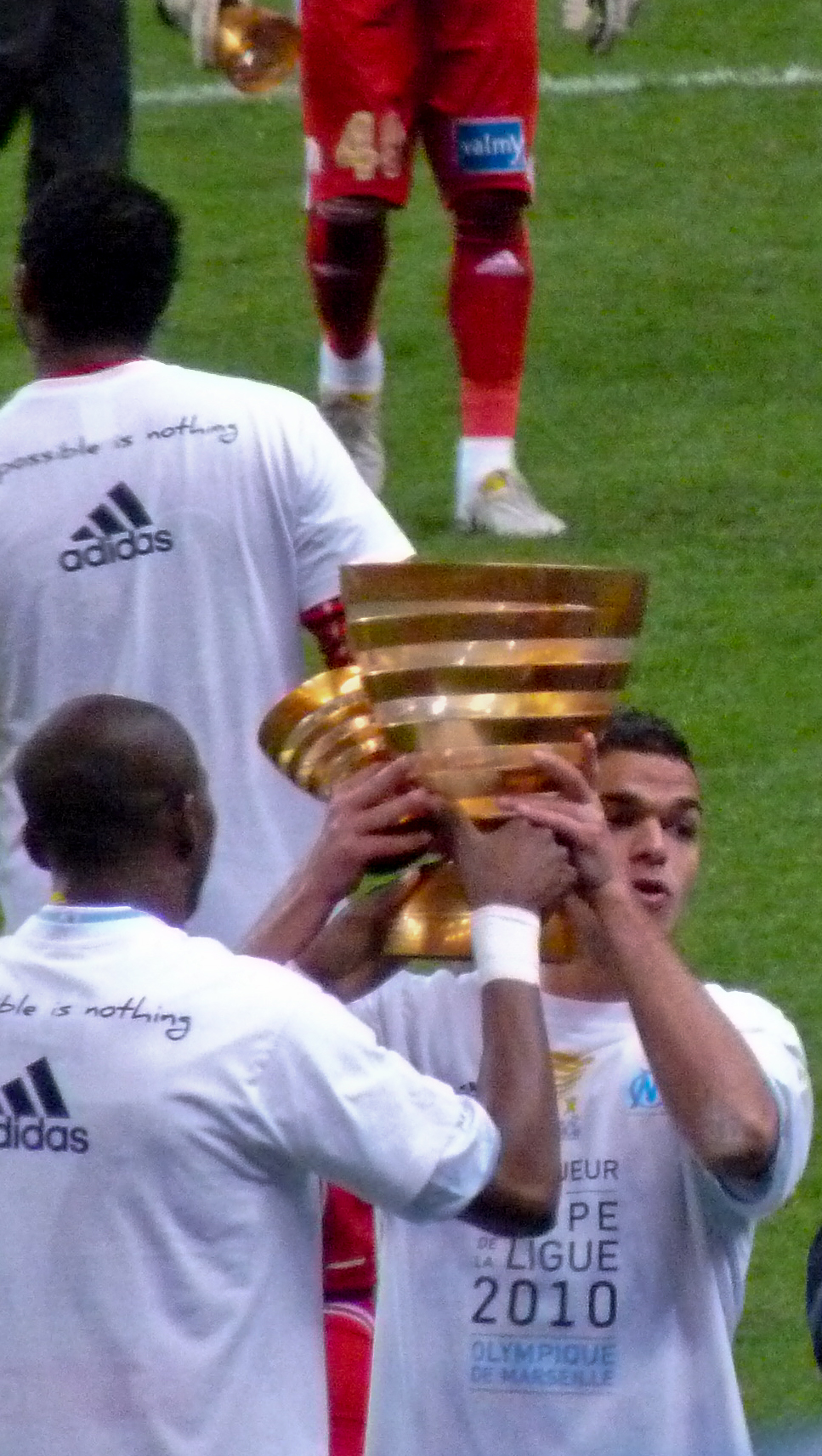
Бен Арфа празднует титул кубок французской лиги в 2010 году вместе с Мамаду Ньянгом

В одном из первых интервью Бен Арфа заявил, что «Лиону» не хватало класса в последних сезонах, поэтому он решил покинуть эту команду. В клубе Хатем взял игровой номер «20». 16 июля француз снова вступил в спор на тренировке, на этот раз с Джибрилем Сиссе, который позже был отдан в аренду английскому «Сандерленд». В чемпионате за новую команду Хатем дебютировал в первой игре сезона в матче с «Ренном», где он забил один из мячей. Матч завершился ничьей 4:4. В следующих 10 матчах футболист отмечался голами ещё пять раз. Перед матчем в Лиге чемпионов против «Ливерпуля» Бен Арфа вступил в ссору с камерунцем Модестом М’Бами. После проигрыша столичному «ПСЖ» состоялась спор между Хатемом и тренером Эриком Геретсом, после того, как футболист отказался покинуть скамейку запасных, чтобы разогреться. Позже сам футболист объяснил это тем, что у него были проблемы со здоровьем и извинился перед наставником. Вернувшись в состав в матче против «Сент-Этьена» (3:1) Бен Арфа забил гол и отдал две точные передачи.
В сезоне 2009/10 француз взял себе номер «10», и сыграл в матче-открытии сезона, выйдя на замену на 68-й минуте в матче с «Греноблем» (2:0). На следующей неделе, 16 августа, Хатем вышел с первых минут в игре против «Лилля», в которой он ассистировал бразильцу Брандао. 8 октября 2009 клуб оштрафовал футболиста на 10 000 евро за то, что он исчез после тренировки, сам Бен Арфа объяснил это тем, что опоздал на самолёт из Туниса, где он посещал родственников. 18 ноября на тренировке он поссорился с тренером Дидье Дешам, за что потом извинился. В первой половине сезона Хатем вышел в 15 из 20 матчей, полностью сыграв только два: поражение от «Монако» (1:2) и «Осера» (0:2).

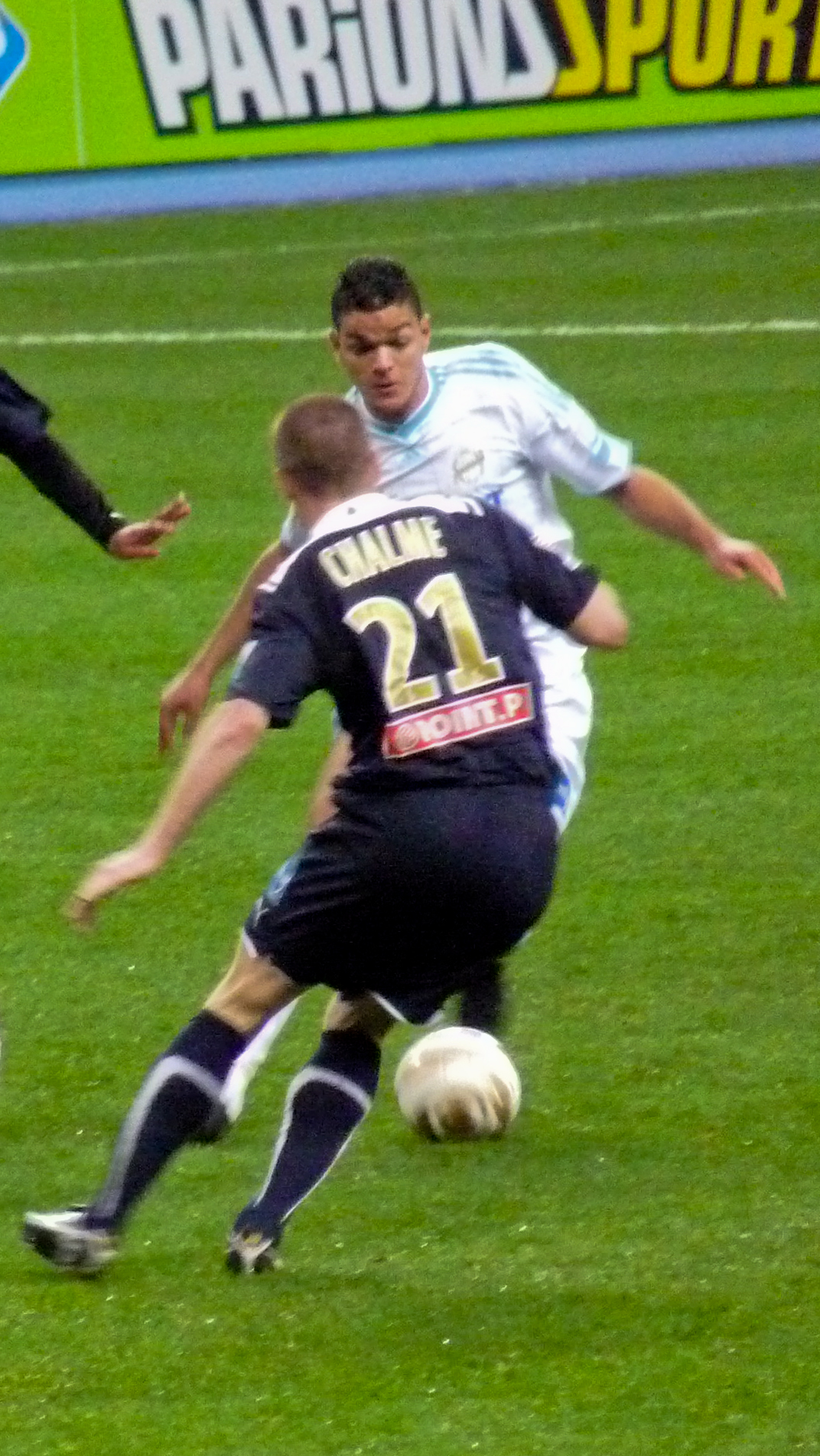
Бен Арфа против защитника «Бордо» Матьё Шальме

Игра Бен Арфа в следующей части сезона заслужила похвалу от Дешама и спортивного директора клуба Жозе Аниго. 10 января 2010 Хатем забил первый гол в сезоне любительскому клубу «Трелиссак» в кубке Франции. За месяц он сыграл важную роль в матче с «Валансьеном», отдав точный пас Лучо Гонсалесу, который забил первый гол в матче, который закончился победой «Олимпика» (5:1). Ещё за месяц Бен Арфа отметился двумя голами (один на выезде, один дома) в противостоянии с датским клубом «Копенгаген» в 1/16 финала Лиги Европы. 27 февраля Хатем забил первый мяч в чемпионате в сезоне столичном «Пари Сен-Жермен» (3:0). Позже он был назван игроком месяца по версии журнала «France Football». Во всех четырёх следующих матчах, в которых Бен Арфа выходил из стартового состава, «Марсель» побеждал, в последнем матче сезона отметился в воротах «Гренобля». 7 апреля он реализовал пенальти в матче с «Сошо». После этой победы команда возглавила турнирную таблицу, оставаясь на первом месте до конца сезона, а 5 мая после победы над «Ренном» (3:1) официально стала чемпионом. Хатем в матче вышел на замену.
За два сезона выступлений в составе «Марселя» Бен Арфа сыграл 69 матчей и забил 9 голов, выиграв чемпионат Франции, Кубок лиги и Суперкубок Франции.

#### Переговоры с «Ньюкасл Юнайтед»
27 июля 2010 года агент Бен Арфа сказал, что в услугах футболиста заинтересованы английский «Ньюкасл Юнайтед», немецкие «Хоффенхайм» и «Вердер», турецкий «Галатасарай», а также итальянский «Милан». 9 августа было сообщено, что «Ньюкасл Юнайтед» предлагает 650 000 фунтов стерлингов, что на 350 000 меньше, чем хочет «Марсель». 12 августа президент французского клуба объявил, что Хатем не перейдёт в «Ньюкасл», а также сказал, что такого предложения не было.
Как и в ситуации с «Лионом», футболист сообщил, что не вернется на тренировочную базу «Марселя» и не будет играть за команду до конца сезона. Он также сказал, что его отношения с Дешамом окончательно испортились. По возвращении во Францию Бен Арфа пропустил тренировку команды и две игры в чемпионате. Позже игровой номер «10», под которым выступал Хатем, было отдано новичку Андре-Пьер Жиньяку.
19 августа предложение перехода в «Вердер» была отклонена, президент немецкого клуба опроверг слухи о заинтересованности его клуба в Бен Арфа. 27 августа «Марсель» сообщил, что достигнуто соглашение с английским клубом. «Марсель» согласился на сумму в 2 миллиона фунтов стерлингов. Если Хатем сыграет в 25 матчах за новую команду, то «Ньюкасл» оплатит ещё 5 000 000 фунтов стерлингов, что сделает его единственным владельцем прав на футболиста.

### «Ньюкасл Юнайтед»

#### Сезон 2010/11
В итоге 27 августа 2010 года Бен Арфа перешёл в английский клуб «Ньюкасл Юнайтед» на правах годичной аренды. Хатем получил номер «37» и 11 сентября 2010 года дебютировал за новую команду, выйдя на замену в матче с «Блэкпул» (0:2). 18 сентября Бен Арфа забил свой первый мяч за «Ньюкасл» в матче с «Эвертоном» (1:0), который стал победным для команды. 3 октября в матче против «Манчестер Сити» после столкновения с Найджелом де Йонгом Хатем сломал большую и малоберцовые кости левой ноги. 5 января 2011 года «Марсель» и «Ньюкасл» сообщили, что Бен Арфа теперь полноценный игрок английского клуба, с ним подписано соглашение сроком на четыре с половиной года. Трансферная стоимость не сообщалась.
Большую часть времени восстановления Бен Арфа провёл в родном городе, в академии «Клерфонтен». 23 февраля тренер команды Алан Пардью сообщил, что футболист восстановился, и сможет играть уже в апреле. Но 1 марта Пардью сказал, что Хатем полностью не готов к игре и вряд ли сыграет до мая. 5 апреля Бен Арфа присоединился к общим тренировок, работая по специальной программе, но до конца сезона он так и не сыграл.

#### Сезон 2011/12
После реабилитации, которая продолжалась все лето, Хатем начал играть в товарищеских матчах. 15 июля 2011 года он сыграл против клуба «Дарлингтон» из Национальной лиги. Через пять дней в предсезонных сборах в США в матче против «Спортинг Канзас-Сити» футболист получил повреждение лодыжки. Бен Арфа вернулся на родину, чтобы восстановиться, и присоединился к клубу 18 сентября. 24 сентября он вышел на замену в матче с «Блэкберн Роверс» (3:1). 26 ноября в матче против «Манчестер Юнайтед» Бен Арфа заработал пенальти, который реализовал Демба Ба, Игра закончилась со счётом 1:1. 26 декабря в матче против «Болтон Уондерерс» (2:0) футболист забил свой первый мяч в сезоне.
7 января 2012 года в матче третьего раунда Кубка Англии Хатем забил первый мяч в ворота «Блэкберн Роверс», что помогло «Ньюкасла» победить со счётом 2:1. 12 марта полузащитник открыл счёт в матче чемпионата на стадионе «Эмирейтс» в игре с «Арсеналом», однако хозяева победили 2:1. 25 марта в выездном матче против «Вест Бромвич Альбион» Бен Арфа отметился забитым голом, а также двумя точными передачами на Паписса Сиссе, на что хозяева ответили единственным голом Шейна Лонга.

#### Сезон 2012/13
18 августа 2012 года в первом туре Премьер-лиги против «Тоттенхэм Хотспур» (2:1) футболист забил победный гол с пенальти на 80-й минуте. 2 сентября гол с расстояния около 23 метров помог «Ньюкаслу» заработать одно очко в домашнем матче с «Астон Виллой» (1:1).
22 ноября в матче Лиги Европы против «Маритиму» Бен Арфа получил травму подколенного сухожилия. Футболист вернулся в матче против «Фулхэма», забив гол, который не спас от поражения 2:1. За несколько дней Пардью сообщил, что игрок не чувствует дискомфорта, однако рентген показал, что хате необходимо продолжить лечиться. Полузащитник вернулся к игре в матче Лиги Европы против «Анжи» 7 марта 2013 года, на свой 26-й день рождения. Перед ответным матчем тренер сообщил, что футболисту необходимо полностью залечить повреждения. 11 апреля Бен Арфа появился во втором матче четвертьфинала Лиги Европы против «Бенфики» (1:1). 12 мая в выездном матче против «Куинз Парк Рейнджерс» Бен Арфа отличился с пенальти, что помогло его команде победить 2:1.

#### Сезон 2013/14
31 августа 2013 в третьем туре чемпионата в матче против «Фулхэма» Бен Арфа забил победный мяч на 86-й минуте. 14 сентября во выездном матче против «Астон Виллы» француз отметился забитым голом и точной передачей на Йоана Гуффрана, добившись победы 2:1. 21 декабря Хатем отличился с пенальти в ворота «Кристал Пэлас» (3:0).

#### Аренда в «Халл Сити»
2 сентября 2014 года Бен Арфа был отдан на правах аренды в «Халл Сити». Он дебютировал 15 сентября, заменив Абеля Эрнандеса за 11 минут до конца матча при счёте 2:2 против «Вест Хэма». За полгода сыграл в 8 матчах Премьер-лиги и в одной игре Кубка Англии.

### «Ницца»
В январе 2015 года вернулся из аренды, а уже 3 января, официальный сайт футбольного клуба «Ницца» выложил фотографии Хатема на фоне символики клуба. Сообщалось, что француз уже приступил к тренировкам с командой и в понедельник подпишет контракт. На следующий день Хатем по обоюдному согласию разорвал контракт с «Ньюкаслом». И уже 5 января игрок официально подписал контракт с «провансальцами». Однако уже 3 февраля Хатем Бен Арфа расторг контракт с «Ниццей» и объявил о том, что он может завершить карьеру футболиста, поскольку по правилам ФИФА футболист не имеет права выступать более чем за два клуба в течение года — игрок в рамках сезона 2014/15 провёл одну игру за молодёжный состав «Ньюкасла», а затем часть сезона отыграл на правах аренды в «Халле», и уже не мог играть ни за одну команду «Ниццы».
Бен Арфа стал игроком «Ниццы» в июне 2015 года: в первых 9 играх за клуб смог забить 7 голов и снова был вызван в состав сборной Франции. 10 апреля 2016 года оформил свой первый хет-трик в карьере, это случилось в матче против «Ренна». Сезон 2015/16 выдался для Хатема самим результативным в карьере, за 34 матча он забил 17 мячей.

### «Пари Сен-Жермен»
1 июля 2016 года перешёл на правах свободного агента в «ПСЖ». Первый гол в составе «ПСЖ» забил 6 августа 2016 года в матче за Суперкубок Франции против «Лиона» (4:1). 5 апреля 2017 в четвертьфинале Кубка Франции против «Авранш» на выезде отметился дублем и точной передачей на Хавьера Пасторе, чем помог своему клубу победить со счётом 4:0. [114]
Этот кубковый матч стал последним за парижский клуб для Бен Арфа. У игрока случился конфликт с главным тренером парижской команды Унаи Эмери. Из-за чего больше года он вообще не играл, не попадая даже с заявками на матчи. Летом 2017 года руководство «Пари Сен-Жермен» пыталось продать игрока, однако он отказался покидать клуб. В течение сезона 2017/18 к игроку проявлял интерес ряд клубов, преимущественно из чемпионатов вне топ-5. В марте 2018 Бен Арфа окончательно объявил о намерении покинуть «Пари Сен-Жермен» и перейти в клуб одного из топ-чемпионатов. После завершения контракта в июне 2018 стал свободным агентом.

### «Ренн»
3 сентября 2018 года Бен-Арфа перешёл в «Ренн». Соглашение было рассчитано на год с возможностью продления ещё на год. 7 октября 2018 года в матче против «Монако» полузащитник забил первый гол за новый клуб.
В октябре 2020 года «Бордо» объявил о трансфере Хатема, который перешёл на правах свободного агента.

## Международная карьера
За юниорскую сборную Франции (до 17 лет) сыграл 22 матча, в которых забил 15 голов. Вместе с другими молодыми дарованиями французской сборной, такими как Бензема, Насри и Менез, удачно проявил себя на победном для Франции чемпионате Европы 2004 года среди юношей не старше 17 лет, забив 3 гола в 5 матчах. В следующем году стал выступать за сборную до 18 лет.
Перед чемпионатом мира в Германии Бен Арфа получил предложение от Тунисской федерации футбола выступить на чемпионате мира за их сборную, но отклонил его ради дальнейших выступлений за сборную Франции. В составе национальной сборной Франции Хатем дебютировал 13 октября 2007 года в матче против команды Фарерских островов. Бен Арфа заменил на 64-й минуте Франка Рибери и забил один из шести мячей. Вызов в сборную он получил 10 октября, когда тренеру сборной, Раймону Доменеку, срочно понадобилось заменить получившего травму Луи Саа. Однако, Доменек не включил его в заявку на финальную часть турнира.
После длительного перерыва Бен Арфа был вызван в сборную 25 февраля 2010 года на товарищеский матч с Испанией, который состоялся 3 марта. 11 мая он вошёл в список 30 футболистов, потенциальных участников чемпионата мира 2010 года, но позже Доменек не включил его в конечный список из 23 игроков, которые поехали на турнир.
5 августа 2010 года новый тренер сборной Лоран Блан вызвал Хатема на товарищеский матч с Норвегией, который состоялся 11 августа. Бен Арфа заменил Муссу Сиссоко во втором тайме, и забил первый мяч в игре, которую Франция проиграла со счётом 2:1.

## Игровые характеристики
В начале карьеры в «Лионе» играл на позиции центрального нападающего, но в сезоне 2007/08 перешёл на позицию атакующего полузащитника.

## Достижения

### Командные
«Олимпик Лион»
- Чемпион Франции (4): 2005, 2006, 2007, 2008
- Обладатель Кубка Франции: 2008
- Обладатель Суперкубка Франции (3): 2005, 2006, 2007

«Олимпик Марсель»
- Чемпион Франции: 2010
- Обладатель Кубка французской лиги: 2010
- Обладатель Суперкубка Франции: 2010

«Пари Сен-Жермен»
- Обладатель Кубка французской лиги: 2017
- Обладатель Суперкубка Франции: 2016

«Ренн»
- Обладатель Кубка Франции: 2018/19

Сборная Франции (до 17)
- Чемпион Европы среди юношей не старше 17 лет: 2004

### Личные
- Лучший молодой футболист Франции: 2008
- Футболист месяца в чемпионате Франции: февраль 2010
- Игрок 3-го раунда Кубка Англии 2011/12[119][120]

## Статистика
Клубная статистика
| Выступление       | Выступление      | Выступление      | Лига | Лига | Кубки | Кубки | Еврокубки | Еврокубки | Остальные | Остальные | Итого | Итого |
| Клуб              | Лига             | Сезон            | Игры | Голы | Игры  | Голы  | Игры      | Голы      | Игры      | Голы      | Игры  | Голы  |
| ----------------- | ---------------- | ---------------- | ---- | ---- | ----- | ----- | --------- | --------- | --------- | --------- | ----- | ----- |
| Олимпик Лион      | Лига 1           | 2004/05          | 9    | 0    | 1     | 1     | 4         | 0         | 0         | 0         | 14    | 1     |
| Олимпик Лион      | Лига 1           | 2005/06          | 12   | 0    | 1     | 1     | 1         | 0         | 0         | 0         | 14    | 1     |
| Олимпик Лион      | Лига 1           | 2006/07          | 13   | 1    | 2     | 0     | 1         | 0         | 0         | 0         | 16    | 1     |
| Олимпик Лион      | Лига 1           | 2007/08          | 30   | 6    | 5     | 0     | 8         | 2         | 0         | 0         | 43    | 8     |
| Олимпик Лион      | Итого            | Итого            | 64   | 7    | 9     | 2     | 14        | 2         | 0         | 0         | 87    | 11    |
| Олимпик Марсель   | Лига 1           | 2008/09          | 33   | 6    | 2     | 0     | 13        | 2         | 0         | 0         | 48    | 8     |
| Олимпик Марсель   | Лига 1           | 2009/10          | 29   | 3    | 5     | 1     | 7         | 3         | 0         | 0         | 41    | 7     |
| Олимпик Марсель   | Лига 1           | 2010/11          | 1    | 0    | 1     | 0     | 0         | 0         | 0         | 0         | 2     | 0     |
| Олимпик Марсель   | Итого            | Итого            | 63   | 9    | 8     | 1     | 20        | 5         | 0         | 0         | 91    | 15    |
| Ньюкасл Юнайтед → | Премьер-лига     | 2010/11          | 4    | 1    | 0     | 0     | 0         | 0         | 0         | 0         | 4     | 1     |
| Ньюкасл Юнайтед → | Итого            | Итого            | 4    | 1    | 0     | 0     | 0         | 0         | 0         | 0         | 4     | 1     |
| Ньюкасл Юнайтед   | Премьер-лига     | 2011/12          | 26   | 5    | 4     | 1     | 0         | 0         | 0         | 0         | 30    | 6     |
| Ньюкасл Юнайтед   | Премьер-лига     | 2012/13          | 19   | 4    | 0     | 0     | 3         | 0         | 0         | 0         | 22    | 4     |
| Ньюкасл Юнайтед   | Премьер-лига     | 2013/14          | 27   | 3    | 3     | 0     | 0         | 0         | 0         | 0         | 30    | 3     |
| Ньюкасл Юнайтед   | Итого            | Итого            | 72   | 12   | 7     | 1     | 3         | 0         | 0         | 0         | 82    | 13    |
| Халл Сити →       | Премьер-лига     | 2014/15          | 8    | 0    | 1     | 0     | 0         | 0         | 0         | 0         | 9     | 0     |
| Халл Сити →       | Итого            | Итого            | 8    | 0    | 1     | 0     | 0         | 0         | 0         | 0         | 9     | 0     |
| Ницца             | Лига 1           | 2015/16          | 34   | 17   | 3     | 1     | 0         | 0         | 0         | 0         | 37    | 18    |
| Ницца             | Итого            | Итого            | 34   | 17   | 3     | 1     | 0         | 0         | 0         | 0         | 37    | 18    |
| ПСЖ               | Лига 1           | 2016/17          | 23   | 0    | 6     | 4     | 3         | 0         | 0         | 0         | 32    | 4     |
| ПСЖ               | Лига 1           | 2017/18          | 0    | 0    | 0     | 0     | 0         | 0         | 0         | 0         | 0     | 0     |
| ПСЖ               | Итого            | Итого            | 23   | 0    | 6     | 4     | 3         | 0         | 0         | 0         | 32    | 4     |
| Ренн              | Лига 1           | 2018/19          | 26   | 7    | 6     | 0     | 9         | 2         | 0         | 0         | 41    | 9     |
| Ренн              | Итого            | Итого            | 26   | 7    | 6     | 0     | 9         | 2         | 0         | 0         | 41    | 9     |
| Реал Вальядолид   | Примера          | 2019/20          | 5    | 0    | 0     | 0     | 0         | 0         | 0         | 0         | 5     | 0     |
| Реал Вальядолид   | Итого            | Итого            | 5    | 0    | 0     | 0     | 0         | 0         | 0         | 0         | 5     | 0     |
| Бордо             | Лига 1           | 2020/21          | 7    | 2    | 0     | 0     | 0         | 0         | 0         | 0         | 7     | 2     |
| Бордо             | Итого            | Итого            | 7    | 2    | 0     | 0     | 0         | 0         | 0         | 0         | 7     | 2     |
| Всего за карьеру  | Всего за карьеру | Всего за карьеру | 306  | 55   | 40    | 9     | 49        | 9         | 1         | 1         | 396   | 74    |